# Второво
Второво (рос. Второво) — село у Камєшковському районі Владимирської області Російської Федерації.
Входить до складу муніципального утворення Второвське сільське поселення. Населення становить 990 осіб (2010).

## Історія
Село розташоване на землях фіно-угорського народу мещери.
Від 1940 року належить до Камєшковського району. Спочатку у складі Івановської області, а від 1944 року — Владимирської області.
Згідно із законом від 11 травня 2005 року входить до складу муніципального утворення Второвське сільське поселення.

## Населення
| 1859 | 1897 | 1905 | 1926  | 2002  | 2010 |
| ---- | ---- | ---- | ----- | ----- | ---- |
| 708  | ↗894 | ↗922 | ↗1040 | ↗1123 | ↘990 |